# Friteza na vrući zrak
Friteza na vrući zrak (engleski: air fryer) kuhinjski je uređaj za prženje hrane uz minimalnu upotrebu ulja. To se postiže konvekcijom, tj. strujanjem topline oko hrane umjesto potapanjem hrane u vrelo ulje, što je slučaj s običnim fritezama.
Friteza na vrući zrak mala je konvekcijska pećnica koja koristi vrući zrak koji brzo dovodi toplinu potrebnu za pripremu hrane, stvarajući hrskavu površinu sličnu onoj dobivenoj prženjem u dubokom ulju. 
Uređaj ima grijaći element i ventilator koji stvaraju vrući zrak koji kruži oko hrane u zatvorenoj posudi. 
To rezultira zdravijim obrocima, jer se smanjuje unos zasićenih masti i kalorija. Smatra se da je uređaj pogodan za ljude koji paze na prehranu, imaju posebne prehrambene potrebe ili žele održavati zdravu prehranu.